# 일동초등학교 (경기)
일동초등학교는 대한민국 경기도 포천시 일동면 기산리에 있는 공립 초등학교이다.

## 학교 연혁
- 1923년 7월 12일 일동공립보통학교 개교
- 1938년 4월 1일 일동공립심상소학교로 개칭[1]
- 1941년 4월 1일 일동공립국민학교로 개칭[2]
- 1985년 3월 10일 병설유치원 개원
- 1996년 3월 1일 일동초등학교로 개칭[3]
- 2005년 7월 23일 신관 증축건물 준공(12교실)
- 2008년 8월 4일 영어체험교실 설치
- 2009년 8월 23일 과학탐구실 개관
- 2011년 12월 28일 햇발마루 체육관 준공
- 2013년 10월 22일 바이애슬론부 창단
- 2017년 2월 17일 제91회 졸업장 수여식
- 2017년 3월 1일 19학급 편성(특수 2학급)
- 2017년 3월 1일 제26대 박종만 교장선생님 부임
- 2021년 3월 1일 제27대 장철호 교장 취임

## 참고 자료
- 일동초등학교 - 한국교육학술정보원 학교알리미